# Moira Shearer
Pour les articles homonymes, voir Shearer.
Moira Shearer King, dite Moira Shearer,  est une danseuse et actrice britannique, née le 17 janvier 1926 à Dunfermline et morte le 31 janvier 2006 à Oxford.

## Biographie
Fille de l’acteur Harold V. King, elle émigre en 1931 avec sa famille en Rhodésie du Nord, à Ndola, où elle reçoit sa première formation de ballerine sous la supervision d’un ancien élève d'Enrico Cecchetti.
Elle retourne au Royaume-Uni en 1936 et poursuit des études secondaires à Bearsden, dans la banlieue de Glasgow. Sa formation de danseuse continue à Londres, avec Flora Fairbairn pendant quelques mois puis avec le professeur russe Nicolas Legat. Après trois années passées avec lui, elle entre à 14 ans dans une école de ballet hébergée dans le Sadler's Wells Theatre : Vic-Wells Ballet, future Royal Ballet School. 
Au début de la Seconde Guerre mondiale, ses parents l’emmènent avec eux vivre en Écosse. Mais elle participe rapidement à des tournées, en 1941 avec Ballet International — compagnie dirigée par Mona Inglesby, rencontrée chez Legat — et en 1942 avec Vic-Wells Ballet.
Moira Shearer parvient à la célébrité internationale en 1948 avec son premier rôle au cinéma : la danseuse Victoria Page dans Les Chaussons rouges de Michael Powell et Emeric Pressburger. La chevelure de Moira Shearer, assortie à la couleur des chaussons éponymes, marque le public. Elle travaille de nouveau avec Powell et Pressburger dans Les Contes d’Hoffmann en 1951, adaptation de l'opéra du même nom de Jacques Offenbach.
Elle cesse de danser en 1953 mais continue à jouer. Elle interprète notamment Titania dans la pièce Le Songe d'une nuit d'été de William Shakespeare, mise en scène par Michael Benthall au Festival d’Édimbourg en 1954. Et elle retrouve Powell en 1960 pour Le Voyeur, thriller psychologique qui traite de voyeurisme et de meurtre. Ce film controversé porte atteinte à la carrière de Powell mais est aujourd'hui considéré comme une œuvre majeure du cinéma.
En 1972, Moira Shearer assure la présentation du Concours Eurovision de la chanson organisé à Usher Hall à Édimbourg par la BBC.

## Filmographie
- 1948 : Les Chaussons rouges (The Red Shoes) de Michael Powell et Emeric Pressburger : Victoria Page
- 1951 : Les Contes d’Hoffmann (The Tales of Hoffmann) de Michael Powell et Emeric Pressburger : Stella et Olympia
- 1953 : Histoire de trois amours (The Story of Three Loves) de Vincente Minnelli et Gottfried Reinhardt : Paula Woodward (dans le sketch The Jealous Lover réalisé par Reinhardt)
- 1955 : L'Homme qui aimait les rousses (The Man Who Loved Redheads) de Harold French : Sylvia / Daphne / Olga / Colette
- 1960 : Le Voyeur (Peeping Tom) de Michael Powell : Vivian
- 1961 : Les Collants noirs de Terence Young : Roxanne
- 1987 : A Simple Man de Gillian Lynne : la mère de L. S. Lowry (téléfilm)